# Megayoldia thraciaeformis
Megayoldia thraciaeformis är en musselart som först beskrevs av Storer 1838.  Megayoldia thraciaeformis ingår i släktet Megayoldia och familjen Yoldiidae. Inga underarter finns listade i Catalogue of Life.